# DOTS-Relativwertung
Die DOTS-Relativwertung ist eine Punktewertung für den Kraftdreikampf und dessen Einzeldisziplinen. Er vergleicht geschlechts- und körpergewichtsabhängig Kraftleistungen. Die DOTS-Formeln erlauben, mit der Angabe des Körpergewichts einen Koeffizienten zu ermitteln, der multipliziert mit den erbrachten Leistungen einen DOTS-Punktewert ergibt, der mit dem anderer Sportler vergleichbar ist.

## Name und Einführung
Nach Aussage des Autors Tim Konertz steht DOTS für „Dynamisch Objektives Teamwertungs-System“, englisch „Dynamic Objective Teamscoring System“.
Vorbild für die Entwicklung der neuen Wertung war der bis Ende 2018 in der International Powerlifting Federation (IPF) und verschiedenen nationalen Ablegern genutzte Wilks-Koeffizient. Diese in den 1990er Jahren entwickelte koeffizientenbasierte Relativwertung hat seit der Einführung des Classic-Powerliftings und der damit verbundenen Popularisierung des Sports diverse Mängel gezeigt. Insbesondere die Bevorteilung besonders schwerer männlicher Athleten wurde oft kritisiert.
Nach Ablösung des Wilks-Koeffizienten in der IPF durch die 2019 eingeführten „IPF-Punkte“ hat der Bundesverband Deutscher Kraftdreikämpfer (BVDK) entschieden, ab 2020 die DOTS-Relativwertung für Mannschaftswettkämpfe wie die Kraftdreikampf-Bundesliga zu übernehmen, da die IPF-Punkte nicht für Mannschaftswertungen geeignet sind. Der erste Wettkampf, bei dem die DOTS-Relativwertung genutzt wurde, war das Insanity Meet 2019, das größte verbandsoffene Kraftdreikampf-Event in Deutschland.
Bei der Bundeausschusssitzung des BVDK Ende 2019 wurde schließlich entschieden DOTS ab 2020 auch für Einzelwettkämpfe zu nutzen. Weiterhin hat sich der Schweizer Verband Swiss Powerlifting ebenfalls dafür entschieden DOTS für die Bestimmung des besten Athleten und die beste Athletin, sowie die Vereinswertung ab 2020 DOTS zu verwenden.

## Berechnung

### Formel für Männer
{\displaystyle DOTS-Koeff(w)={\frac {500}{-0,0000010930w^{4}+0,0007391293w^{3}-0,1918759221w^{2}+24,0900756w-307,75076}}}

Für w ist das Körpergewicht des Athleten einzusetzen. Der Definitionsbereich für Männer ist vom Autor von 40 kg bis 210 kg  beschränkt worden.
In Tabellen-Kalkulationsform: DOTS-Koeff=500/(-0,0000010930*w^4+0,0007391293*w^3-0,1918759221*w^2+24,0900756*w-307,75076)

### Formel für Frauen
{\displaystyle DOTS-Koeff(w)={\frac {500}{-0,0000010706w^{4}+0,0005158568w^{3}-0,1126655495w^{2}+13,6175032w-57,96288}}}

Für w ist das Körpergewicht des Athleten einzusetzen. Der Definitionsbereich für Frauen ist vom Autor von 40 kg bis 150 kg beschränkt worden.
In Tabellen-Kalkulationsform: DOTS-Koeff=500/(-0,0000010706*w^4+0,0005158568*w^3-0,1126655495*w^2+13,6175032*w-57,96288)

### Beispiel
Bei einem Bankdrückwettkampf erzielen drei Athleten die folgenden Leistungen und Ergebnisse:
| Name     | Körpergewicht (kg) | gedrücktes Gewicht (kg) | DOTS-Punkte |
| -------- | ------------------ | ----------------------- | ----------- |
| Athlet 1 | 74                 | 100                     | 72,365      |
| Athlet 2 | 93                 | 115                     | 73,169      |
| Athlet 3 | 120                | 125                     | 71,788      |

Obwohl Athlet 3 am meisten Gewicht bewegt, hat er am wenigsten Punkte für seine Leistung im Bezug zu seinem Körpergewicht. In der Relativwertung gewinnt Athlet 2 mit 93 kg Körpergewicht.